# Khu vực lịch sử của Istanbul
Khu vực lịch sử của Istanbul là một nhóm các địa điểm lịch sử của thành phố Istanbul, Thổ Nhĩ Kỳ. Khu vực đã được UNESCO công nhận là Di sản thế giới vào năm 1985.
Di sản này bao gồm các cấu trúc:
- Sarayburnu
- Cung điện Topkapı
- Hagia Sophia
- Nhà thờ Hồi giáo Sultan Ahmed
- Hagia Irene
- Nhà thờ Hồi giáo Zeyrek
- Nhà thờ Hồi giáo Süleymaniye
- Nhà thờ Tiểu Hagia Sophia
- Các tường thành Constantinople

Các di sản này được chia thành 4 khu vực, minh họa cho các giai đoạn quan trọng trong lịch sử của thành phố và là các di tích tiêu biểu nhất của thành phố.
- Công viên khảo cổ
- Khu vực nhà thờ Hồi giáo Süleymaniye
- Khu vực nhà thờ Hồi giáo Zeyrek
- Khu vực thành lũy bảo vệ.